# Leonid Barbier
Leonid Fayfelevich Barbiyer (en ucraniano: Леонід Файвелевич Барбієр, en ruso: Леонид Файфелевич Барбиер; Kiev, Unión Soviética, 9 de abril de 1937-15 de enero de 2023) fue un nadador ucraniano especializado en pruebas de estilo espalda que representó a la Unión Soviética. Fue campeón de Europa en 200 metros espalda durante el Campeonato Europeo de Natación de 1962.

## Palmarés internacional
| Campeonato Europeo de Natación | Campeonato Europeo de Natación | Campeonato Europeo de Natación | Campeonato Europeo de Natación |
| Año                            | Lugar                          | Medalla                        | Prueba                         |
| ------------------------------ | ------------------------------ | ------------------------------ | ------------------------------ |
| 1958                           | Budapest ( Hungría)            | Medalla de oro                 | 4 × 100 m estilos              |
| 1958                           | Budapest ( Hungría)            | Medalla de plata               | 100 m espalda                  |
| 1962                           | Leipzig ( Alemania)            | Medalla de oro                 | 200 m espalda                  |